# Pim Verbeek
Pim Verbeek (* 12. März 1956 in Rotterdam; † 28. November 2019) war ein niederländischer Fußballspieler und -trainer.

## Karriere

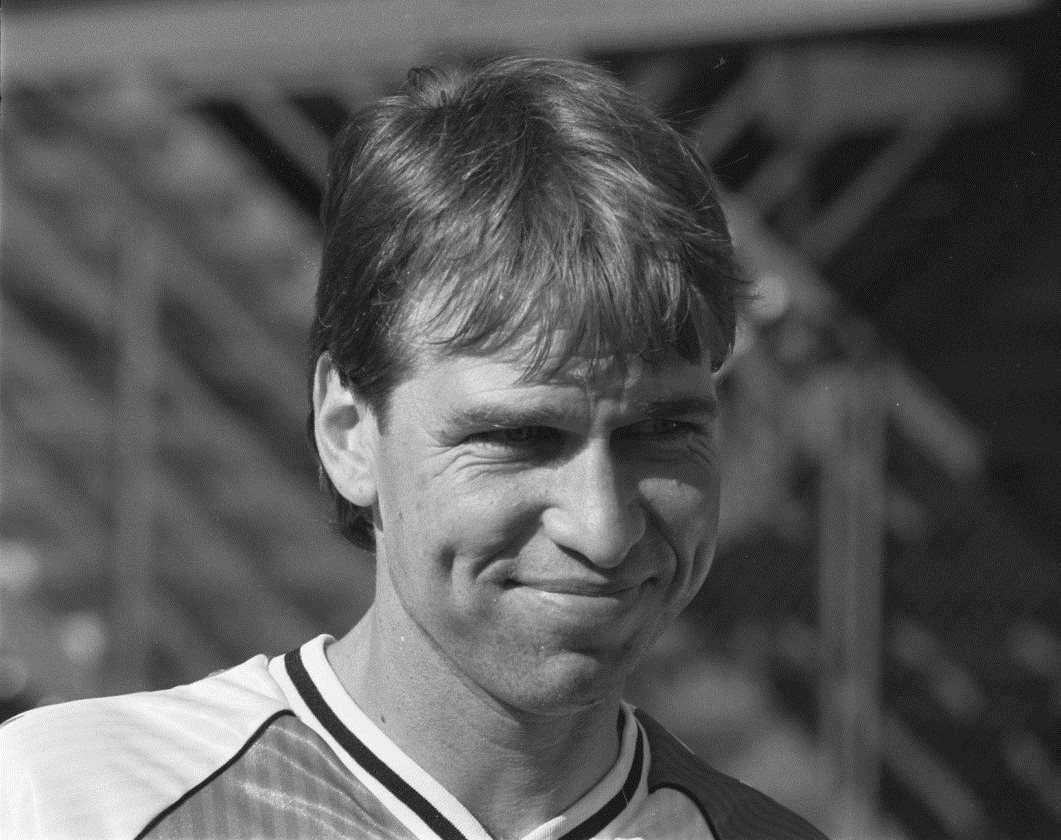
Pim Verbeek 1989

Pim Verbeek war der Sohn von Sparta-Spieler Koos Verbeek. Wie sein Vater spielte er ebenfalls für den Rotterdamer Verein; von 1977 bis 1980 kam er in 25 Eredivisie-Spielen zum Einsatz, in denen er zwei Tore erzielte. Pim Verbeek begann anschließend 1981 mit 25 Jahren seine Trainerlaufbahn beim niederländischen Verein FC Dordrecht als Co-Trainer. Von 1984 bis 1987 trainierte er Unitas Gorinchem, einen Amateurverein in der dritthöchsten niederländischen Liga. Danach bekam Verbeek seinen ersten Profivertrag als Cheftrainer des Zweitligisten VBV De Graafschap Doetinchem. Einen großen Erfolg konnte er dann mit dem niederländischen Erfolgsclub Feyenoord Rotterdam feiern, wo er zunächst ein Jahr lang Cheftrainer war. 1990 wurde er zum Co-Trainer von Hans Hagelstein, mit dem zusammen er die Mannschaft 1991 zum Sieg des KNVB-Pokals führte. In den darauf folgenden sechs Jahren trainierte Verbeek noch drei weitere niederländische Vereine – den FC Wageningen, den FC Groningen und Fortuna Sittard.
1998 verließ er erstmals sein Heimatland und ging nach Japan, um dort die Mannschaft von Ōmiya Ardija zu trainieren. Diese musste 1999 im Zuge der Gründung einer zweiten japanischen Profiliga, der J. League Division 2, zwangsabsteigen. Nur ein Jahr später verließ Verbeek den Verein und kehrte zurück in seine Heimat, wo er für ein Jahr in der Scoutingabteilung der niederländischen Fußballnationalmannschaft tätig war. 2001 ging er wieder nach Asien und wurde Co-Trainer von Guus Hiddink bei der südkoreanischen Fußballnationalmannschaft, die 2002 bei der Fußball-Weltmeisterschaft im eigenen Land erst im Halbfinale gegen Deutschland ausschied und ihren bis dahin größten sportlichen Erfolg erzielte.
Nach seiner Zeit in Südkorea folgte ein weiteres kurzes Engagement beim japanischen Verein Kyoto Purple Sanga, dessen Abstieg Pim Verbeek im Jahr 2003 aber nicht mehr verhindern konnte. 2004 trainierte er die Fußballnationalmannschaft der Niederländischen Antillen, und 2005 wurde er Co-Trainer seines Landsmanns Dick Advocaat beim Bundesligaverein Borussia Mönchengladbach. Im April 2005 trat das Trainergespann Advocaat/Verbeek bei Borussia Mönchengladbach zurück und trainierte fortan für zwei Monate die Fußballnationalmannschaft der Vereinigten Arabischen Emirate. Danach gingen beide nach Südkorea, wo Verbeek zum zweiten Mal als Co-Trainer der südkoreanischen Fußballnationalmannschaft eingestellt wurde. Bei der Fußball-Weltmeisterschaft 2006 schied Südkorea bereits in der Vorrunde aus. Nachdem Advocaat ab 1. Juli 2006 Zenit St. Petersburg trainierte, war sein Posten in Südkorea frei geworden, und Verbeek wurde vom Co- zum Cheftrainer befördert. Im Juli 2007 bat er um die Auflösung seines Vertrages, nachdem er wegen der Spielweise seines Teams von den koreanischen Medien kritisiert wurde. Noch kurz zuvor erreichte Südkorea den dritten Platz bei der Fußball-Asienmeisterschaft 2007.
Von Dezember 2007 bis Sommer 2010 trainierte Verbeek die australische Nationalmannschaft. Er führte das Team zur Teilnahme an der Fußball-Weltmeisterschaft 2010 in Südafrika, bei der mit vier Punkten der Achtelfinaleinzug verpasst wurde. Ab 8. April 2010 trainierte Verbeek die U-23 von Marokko, die an der Qualifikation zu den Olympischen Spielen 2012 teilnahmen. Das Engagement endete 2014. Von 2016 bis Januar 2019 trainierte er die omanische Nationalmannschaft. Anschließend war er erneut für Sparta Rotterdam als Vorstandsmitglied tätig.
Im November 2019 erlag er einem Krebsleiden, das 2015 diagnostiziert worden war.